# Vabnja vas
Vabnja vas (nemško Wabelsdorf) je naselje v Občini Pokrče v Okraju Celovec-dežela na Koroškem v Avstriji.